# Ipomoea comosperma
Ipomoea comosperma är en vindeväxtart som beskrevs av Emmanuel Drake del Castillo. Ipomoea comosperma ingår i släktet praktvindor, och familjen vindeväxter. Inga underarter finns listade i Catalogue of Life.